# Raymond Louviot
Raymond Louviot (Granges, Suíça, 17 de dezembro de 1908 - Dunquerque, 14 de maio de 1969) foi um ciclista francês ao qual denominavam Laripette. Após dois anos à categoria de forofos passou a profissional entre 1931 e 1949. Nestes anos conseguiu 39 vitórias, sendo as mais importantes o Campeonato da França em estrada de 1934 e duas etapas do Tour de France.
Após a sua carreira como ciclista passou a ser director desportivo da equipa Ford-Gitane.
Era o avô de Philippe Louviot, ciclista entre 1985 e 1995.

## Palmarés
- 1931
  - 1º na Paris-Contras
- 1932
  - 1º em Fury-le-Cantal
- 1933
  - 1º no Grande Prêmio das Nações
  - 1º no Circuito de Midi e vencedor de uma etapa
  - 1º no Circuito do Allier
  - 1º no Grande Prêmio de Châteaurenard
- 1934
  - Campeão de France em estrada
  - Vencedor de uma etapa ao Tour de France
- 1935
  - 1º em Annemasse
  - 1º em Nice
  - 1º em Bayeux
  - 1º no Troféu Colimet
  - Vencedor de uma etapa na Paris-Nice
- 1936
  - 1º na Paris-Sedan
- 1937
  - 1º na Paris-Soissons
  - 1º no Tour do Sudoeste e vencedor de uma etapa
  - 1º no Circuito de Deux-Sèvres e vencedor de 2 etapas
  - 1r a Blois
- 1938
  - 1º na Paris-Rennes
  - 1º no Critérium da Suíça Romania
- 1939
  - 1º no Circuito das Montanhas de Roanne
  - Vencedor de uma etapa ao Tour de France
- 1940
  - 1º no Critérium de France
- 1941
  - 1º na Paris-Nantes
  - 1º no Grande Prêmio do Auto
- 1946
  - 1º em Entrantes-sur-Nohain
- 1947
  - 1º no GP Ouest France-Plouay
- 1949
  - 1º em Issoire

### Resultados ao Tour de France
- 1934. 12º da classificação geral e vencedor de uma etapa
- 1938. 26º da classificação geral
- 1939. 29º da classificação geral e vencedor de uma etapa

### Resultados ao Giro d'Italia
- 1932. 24º da classificação geral